# Hymeniacidon rugosa
Hymeniacidon rugosa är en svampdjursart som först beskrevs av Schmidt 1868.  Hymeniacidon rugosa ingår i släktet Hymeniacidon och familjen Halichondriidae.
Artens utbredningsområde är Algeriet. Inga underarter finns listade i Catalogue of Life.